# Helmut Höflehner
Helmut Höflehner (Haus, 24 novembre 1959) è un ex sciatore alpino austriaco.
Fu negli anni 1980 una delle colonne portanti della squadra austriaca; dedicatosi quasi esclusivamente alla discesa libera, riuscì a conquistare durante la carriera dieci vittorie e due Coppe del Mondo di specialità, nel 1985 e nel 1990.

## Biografia

### Stagioni 1980-1988
Discesista puro originario di Gumpenberg di Haus, Höflehner ottenne il primo piazzamento di rilievo in Coppa del Mondo il 6 gennaio 1980 a Pra Loup, piazzandosi 13º. Il 6 marzo di due anni dopo ottenne ad Aspen il primo podio nel circuito, giungendo 3º alle spalle dello svizzero Peter Müller e del canadese Todd Brooker, e il 12 marzo 1983 riuscì a salire per la prima volta sul gradino più alto del podio, a Lake Louise. Il 2 febbraio 1984 vinse sulla prestigiosa pista Olimpia delle Tofane di Cortina d'Ampezzo e in seguito partecipò ai XIV Giochi olimpici invernali di Sarajevo 1984, suo debutto olimpico, piazzandosi al 5º posto.
Nella stagione 1984-1985 ottenne in Coppa del Mondo cinque podi con tre vittorie (nelle classiche discese libera della Saslong in Val Gardena il 15 dicembre, della Lauberhorn di Wengen il 19 gennaio e della Kandahar di Garmisch-Partenkirchen il 26 gennaio), che gli consentirono di aggiudicarsi la sua prima Coppa del Mondo di discesa libera con 5 punti di vantaggio su Müller. Ai Mondiali di Bormio di quell'anno, suo esordio iridato, si classificò 7º, mentre due anni dopo, nella rassegna di Crans-Montana 1987, fu 14º.

### Stagioni 1989-1994
Il 10 dicembre 1988 vinse nuovamente la gara della Saslong; ai successivi Mondiali di Vail 1989 si classificò 7º e a fine stagione in Coppa del Mondo, dopo aver ottenuto tre podi (due le vittorie), si piazzò al 2º posto nella classifica di specialità, battuto dall'austro-lussemburghese Marc Girardelli di 27 punti. Nella stagione 1989-1990 Höflehner si aggiudicò la sua seconda coppa di cristallo di specialità, dopo aver ottenuto sette podi con tre vittorie (tra le quali l'ultima in carriera, il 4 febbraio a Cortina d'Ampezzo) e aver sopravanzato in classifica il norvegese Atle Skårdal di 46 punti.
Conquistò l'ultimo podio in Coppa del Mondo il 25 gennaio 1992 sulla Lauberhorn di Wengen (3º) e poco dopo prese parte alle sue ultime Olimpiadi, Albertville 1992, chiudendo al 17º posto. Si ritirò nel 1994 e l'ultimo piazzamento della sua carriera fu il 48º posto ottenuto nella gara di Coppa del Mondo disputata a Whistler Mountain il 12 marzo.

## Bilancio della carriera
Nonostante le doti tecniche non ottenne risultati di rilievo né alle Olimpiadi né ai Mondiali, competizioni vinte spesso in quegli anni da suoi compagni di nazionale quali Leonhard Stock e Harti Weirather, che assieme a Höflehner monopolizzarono la velocità di quel periodo. Gli mancò anche un'affermazione nella prestigiosa discesa sulle nevi di casa, sulla Streif di Kitzbühel.

## Palmarès

### Coppa del Mondo
- Miglior piazzamento in classifica generale: 5º nel 1990
- Vincitore della Coppa del Mondo di discesa libera nel 1985 e nel 1990
- 25 podi (tutti in discesa libera):
  - 10 vittorie
  - 5 secondi posti
  - 10 terzi posti

#### Coppa del Mondo - vittorie
| Data             | Località               | Paese          | Specialità |
| ---------------- | ---------------------- | -------------- | ---------- |
| 13 marzo 1983    | Lake Louise            | Canada         | DH         |
| 2 febbraio 1984  | Cortina d'Ampezzo      | Italia         | DH         |
| 15 dicembre 1984 | Val Gardena            | Italia         | DH         |
| 19 gennaio 1985  | Wengen                 | Svizzera       | DH         |
| 26 gennaio 1985  | Garmisch-Partenkirchen | Germania Ovest | DH         |
| 10 dicembre 1988 | Val Gardena            | Italia         | DH         |
| 22 dicembre 1988 | Sankt Anton am Arlberg | Austria        | DH         |
| 27 gennaio 1990  | Val-d'Isère            | Francia        | DH         |
| 29 gennaio 1990  | Val-d'Isère            | Francia        | DH         |
| 4 febbraio 1990  | Cortina d'Ampezzo      | Italia         | DH         |

Legenda:

DH = discesa libera

### Campionati austriaci
- 3 medaglie[1]:
  - 2 ori (discesa libera nel 1984; discesa libera nel 1993)
  - 1 bronzo (discesa libera nel 1991)